# برنارد كيريك
كان برنارد بيلي كيريك (4 سبتمبر 1955 - 29 مايو 2025) مستشارًا أمريكيًا وضابط شرطة ومجرمًا مدانًا وكان المفوض الأربعين لشرطة نيويورك من عام 2000 إلى عام 2001.
انضم كيريك إلى إدارة شرطة مدينة نيويورك عام 1986. شغل منصب مفوض إدارة الإصلاحيات في مدينة نيويورك من عام 1998إلى عام 2000، ثم مفوض شرطة المدينة من عام 2000 إلى عام 2001، حيث أشرف على استجابة الشرطة لهجمات الحادي عشر من سبتمبر. أقام كيريك علاقتين خارج إطار الزواج في آنٍ واحد، مستخدمًا شقة في باتري بارك سيتي خُصصت لفرق الاستجابة الأولية في موقع غراوند زيرو.
بعد غزو العراق عام 2003، عيّن الرئيس جورج دبليو بوش كيريك وزيرًا للداخلية في سلطة الائتلاف العراقية المؤقتة. وفي عام 2004، رشّح بوش كيريك لقيادة وزارة الأمن الداخلي. إلا أن كيريك سرعان ما سحب ترشيحه، مُعلّلًا ذلك بتوظيفه مهاجرة غير شرعية كمربية أطفال. وقد أثار اعترافه تحقيقات على مستوى الولاية والمستوى الفيدرالي. وفي عام 2006، أقرّ كيريك بالذنب أمام المحكمة العليا في برونكس في تهمتين جنحيتين منفصلتين عن بعضهما البعض، وحُكم عليه بدفع غرامة قدرها 221 ألف دولار.
في عام 2009، أقر كيريك بالذنب في المنطقة الجنوبية من نيويورك في ثماني تهم جنائية فيدرالية تتعلق بالاحتيال الضريبي والإدلاء بتصريحات كاذبة. وفي فبراير 2010، حُكم عليه بالسجن الفيدرالي لمدة أربع سنوات، قضى منها ثلاث سنوات. وفي عام 2020، حصل على عفو رئاسي من الرئيس دونالد ترامب لإدانته الفيدرالية بالاحتيال الضريبي وانتهاكات الأخلاق والتصريحات الكاذبة الجنائية. وبعد الانتخابات الرئاسية الأمريكية لعام 2020، دعم كيريك مزاعم ترامب الكاذبة بشأن تزوير الناخبين وحاول المساعدة في قلب نتائج الانتخابات.

## الحياة المبكرة والتعليم
وُلِد كيريك في نيوآرك، نيو جيرسي، في الرابع من سبتمبر عام 1955، وهو ابن باتريشيا جوان (ني بيلي) ودونالد ريموند كيريك الأب. والدته أمريكية من أصل أيرلندي. أما جده لأبيه فكان من أصل سلوفاكيّ هاجر من غرب أوكرانيا ( الإمبراطورية الروسية آنذاك) إلى بلدة مناجم فحم في بنسلفانيا، وغيّرَ لقبه من كابوريك إلى كيريك.
نشأ كيريك كاثوليكيًا ونشأ في باترسون، نيو جيرسي. التحق بمدرسة إيست سايد الثانوية في باترسون، وترك الدراسة في عام 1972.
في يوليو 1974، التحق بالجيش الأمريكي وحصل على شهادة تطوير التعليم العام (GED) من ولاية كارولينا الشمالية أثناء خدمته في فورت براغ. بعد مغادرته إدارة شرطة مدينة نيويورك، حصل على بكالوريوس في النظرية الاجتماعية والبنية الاجتماعية والتغيير من كلية إمباير ستيت التابعة لجامعة ولاية نيويورك عام 2002.

## حياة مهنية

### عسكرية
بعد تركه المدرسة الثانوية، انضم كيريك إلى الجيش الأمريكي وخدم في الشرطة العسكرية، المتمركزة في كوريا.

### القطاع الخاص
بعد تركه للجيش، عمل كيريك كخبير أمني في الشرق الأوسط؛ ولفترة من الوقت، كان من بين عملائه العائلة المالكة السعودية.

### إنفاذ القانون

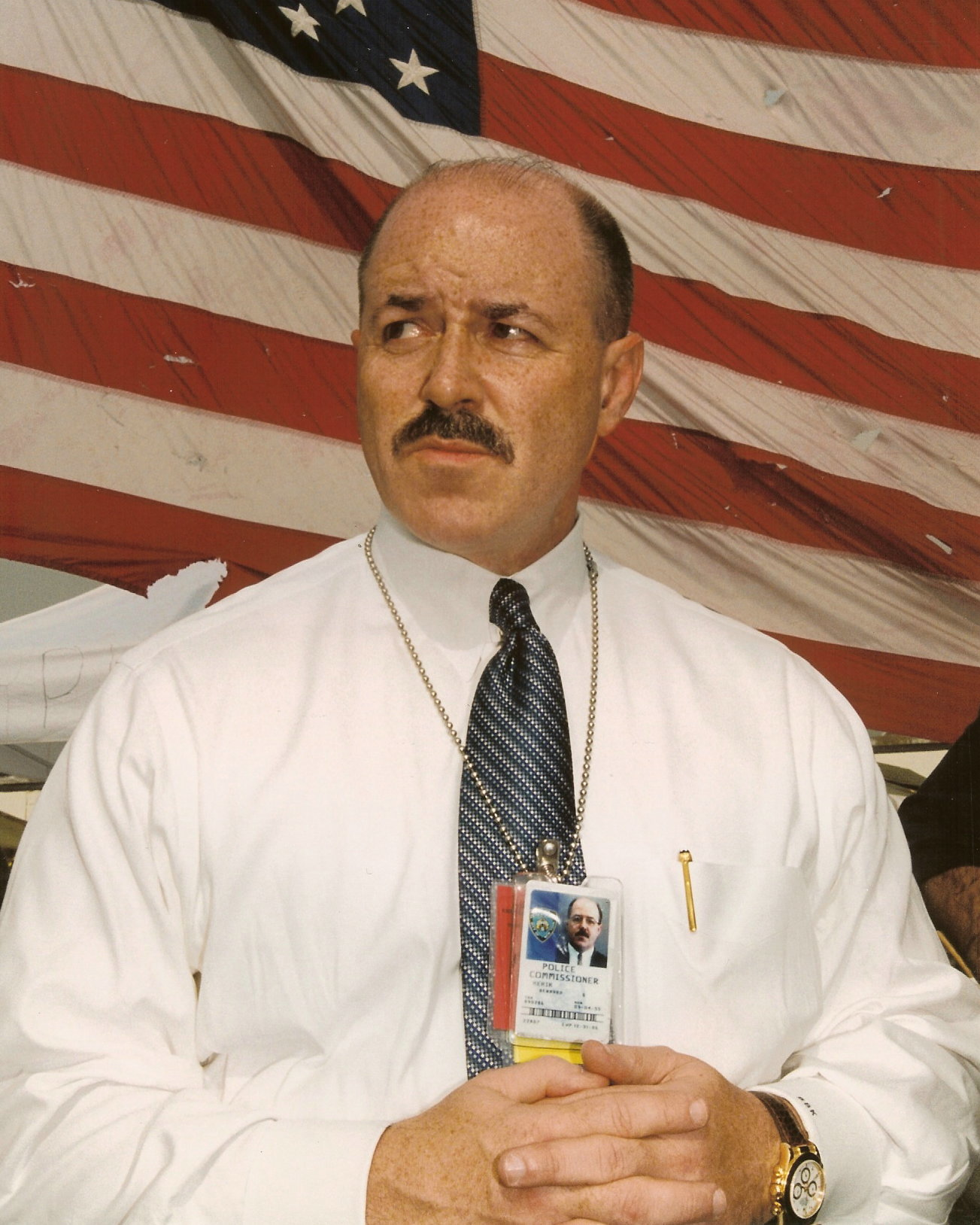
كيريك في مؤتمر صحفي حول جمع أدلة مسرح الجريمة من موقع مركز التجارة العالمي في عام 2001

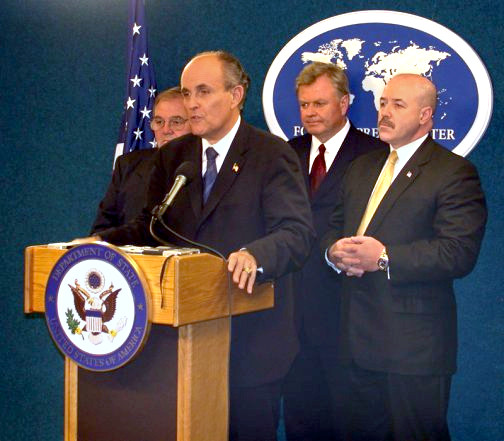
كيريك في إحاطة NYFPC حول "مدينة نيويورك - عام واحد بعد 11 سبتمبر" مع رودي جولياني وريتشارد شيرير وتوماس فون إيسن في عام 2002

من ديسمبر 1981إلى أكتوبر 1982، ثم من يوليو 1984إلى يوليو 1986، عمل كيريك في مكتب عمدة مقاطعة باسايك في نيوجيرسي. شغل منصب ضابط التدريب في الإدارة وقائد الأسلحة والعمليات الخاصة، ثم رئيسًا ومديرًا لسجن مقاطعة باسايك.
عمل كيريك من عام 1982 إلى عام 1984 رئيسًا للتحقيقات في قسم الأمن بمستشفى الملك فيصل التخصصي بالرياض، المملكة العربية السعودية. طُرد ستة من أفراد أمن المستشفى، بمن فيهم كيريك، ورُحِّلوا بعد تحقيق أجرته الشرطة السرية السعودية عام 1984. وفي سيرته الذاتية، كتب كيريك أنه طُرد بعد مشادة كلامية مع محقق من الشرطة السرية السعودية.
ومع ذلك، في عام 2004، بعد ترشيحه وزيراً للأمن الداخلي، قال تسعة موظفين سابقين في المستشفى لصحيفة واشنطن بوست إن كيريك عمل مع مدير المستشفى (نزار فتيح) لمراقبة الشؤون الخاصة للأشخاص، مما أدى إلى فضيحة تستند جزئياً إلى استخدام فتيح "لموظفي الأمن في المؤسسة لتتبع الحياة الخاصة للعديد من النساء اللواتي كان على علاقة عاطفية معهن، والرجال الذين كانوا على اتصال بهن". طُرِد كيريك وفتاح (من بين آخرين) ورُحِّل كيريك.
انضم كيريك إلى إدارة شرطة مدينة نيويورك في عام 1986. التقى رودولف دبليو جولياني لأول مرة في عام 1990، وخلال حملة انتخابات عمدة مدينة نيويورك عام 1993، عمل كحارس شخصي وسائق لجولياني. انضم إلى إدارة الإصلاحات في مدينة نيويورك في عام 1994، واستمتع بسلسلة من الترقيات بدعم من جولياني.
وقد نُسب إليه الفضل في الحد من العنف بين نزلاء سجون المدينة. وعين جولياني كيريك مفوضًا لإدارة الإصلاحات في المدينة، وهو المنصب الذي شغله من عام 1998 إلى عام 2000.
عيّن جولياني كيريك مفوض الشرطة الأربعين لمدينة نيويورك في 21 أغسطس 2000. أجرى جولياني هذا التعيين ضد نصيحة مفوض الشرطة المنتهية ولايته هوارد سافير والعديد من أعضاء حكومته. لاحظ منتقدو كيريك أنه لم يكن لديه شهادة جامعية، والتي كانت في ذلك الوقت شرطًا لضباط الشرطة للتقدم إلى رتبة نقيب وما فوق.
بصفته مفوضًا للشرطة، كانت علاقة كيريك بمكتب التحقيقات الفيدرالي متوترة، ويرجع ذلك جزئيًا إلى انتقاده للوكالات الفيدرالية لعدم مشاركتها معلومات استخباراتية كافية مع الشرطة المحلية. ورغم انخفاض معدل الجريمة في نيويورك خلال فترة كيريك، إلا أنه تعرض أحيانًا لانتقادات بسبب إساءة استخدام السلطة. وذكرت صحيفة نيويورك تايمز: "كان السيد كيريك يحكم خلف الكواليس كسيد إقطاعي . علاوة على ذلك، قال العديد من الموظفين السابقين إنه ارتبط بامرأة تعمل ضابطة إصلاحية؛ واتُهم بتوجيه ضباط إلى حفل زفافه. صادق المفتش العام للوكالة، الذي تتطلب مسؤولياته الرقابية الحفاظ على علاقة بعيدة عن الأضواء، وحضر المحقق حفل زفافه."
في إحدى المناسبات، أرسل كيريك محققين في جرائم القتل لمقابلة عدد من موظفي قناة فوكس نيوز وأخذ بصماتهم، والذين اشتبهت ناشرة كيريك، جوديث ريغان، في قيامهم بسرقة قلادة وهاتف محمول. وخلال فترة عمله كمفوض للشرطة، أجرى خمسة اعتقالات، بما في ذلك اعتقال اثنين من المجرمين السابقين-أحدهما قاتل مشروط، مطلوب بتهمة سرقة سيارة تحت تهديد السلاح في فيرجينيا - بتهمة قيادة شاحنة مسروقة في هارلم.
كان كيريك يعمل مفوضًا للشرطة خلال هجمات الحادي عشر من سبتمبر. كان في مكتبه عندما اصطدمت طائرة الخطوط الجوية الأمريكية رقم 11 بالبرج الشمالي. وصل إلى قاعدة البرج الشمالي قبل ثلاث دقائق من اصطدام طائرة الخطوط الجوية المتحدة رقم 175 بالبرج الجنوبي، مما أدى إلى تناثر الحطام عليه وعلى موظفيه بينما حوصر جولياني وكيريك وكبار مساعديهما داخل مبنى في 75 شارع باركلي. منحت هجمات الحادي عشر من سبتمبر كيريك شهرة وطنية. خدم كيريك لمدة 16 شهرًا كمفوض، وترك منصبه في 31 ديسمبر 2001، في نهاية فترة جولياني.
خلال مقابلة تلفزيونية مشتركة أجراها كيريك مع جانين بيرو على قناة فوكس نيوز في 6 يونيو 2020، صرح كيريك أنه "خلال فترة السنوات الثماني التي تولى فيها جولياني منصبه، انخفض معدل الجرائم العنيفة بنسبة 63 في المائة، وانخفض معدل جرائم القتل بنسبة 70 في المائة بشكل عام في المدينة".

### العودة إلى القطاع الخاص
بعد مغادرته إدارة شرطة مدينة نيويورك، عمل لدى شركة جولياني بارتنرز، وهي شركة استشارية أسسها جولياني. شغل منصب نائب الرئيس الأول في شركة جولياني بارتنرز والرئيس التنفيذي لشركة جولياني-كيريك ذ.م.م، وهي شركة تابعة لشركة جولياني بارتنرز. استقال كيريك من هذين المنصبين في ديسمبر 2004. في مارس 2005، أسس مجموعة كيريك ذ.م.م، حيث شغل منصب رئيس مجلس إدارتها حتى يونيو 2009، حيث قدّم استشارات في إدارة الأزمات وتخفيف المخاطر، ومكافحة الإرهاب وإنفاذ القانون، واستراتيجيات إدارة السجون.
عمل مستشارًا للملك عبد الله الثاني ملك المملكة الأردنية الهاشمية وللرئيس بارات جاغديو رئيس جمهورية غيانا. أشرف على تقييمات التهديدات والضعف لعائلة حاكمة في دولة الإمارات العربية المتحدة وعمل أيضًا على الحد من الجريمة واستراتيجيات الأمن الوطني في ترينيداد وتوباغو.

### وزير الداخلية العراقي المؤقت
في مايو 2003، خلال عملية تحرير العراق، عيّنت إدارة جورج دبليو بوش كيريك وزيرًا مؤقتًا للداخلية في سلطة التحالف المؤقتة، الهيئة الحاكمة للعراق المحتل، ومستشارًا سياسيًا أول للمبعوث الرئاسي الأمريكي إلى العراق، بول بريمر. عند وصول كيريك إلى العراق، لم تكن وزارة الداخلية موجودة، بعد أن انهارت وحلت خلال غزو التحالف الذي قادته الولايات المتحدة للعراق. كان كيريك مسؤولاً عن إعادة هيكلة الوزارة وإعادة بنائها وجميع أجزائها المكونة: الشرطة الوطنية، وجهاز المخابرات، وشرطة الحدود والجمارك، بالإضافة إلى اختيار المسؤولين الذين سيتولون إدارة هذه المؤسسات عند مغادرته.
قبل رحيل كيريك من العراق في 2 سبتمبر 2003، أُعيد أكثر من 35 ألف شرطي عراقي إلى الخدمة، وأُنشئ 35 مركزًا للشرطة في بغداد، بالإضافة إلى مراكز أخرى في أنحاء البلاد، كما عُيّن نواب كبار لوزير الداخلية، وعيّن مجلس الحكم المُنشأ حديثًا أول وزير داخلية عراقي بعد صدام حسين، نوري بدران. وأشار تقرير بعثة تقصي الحقائق التابعة لمكتب الأمم المتحدة المعني بالمخدرات والجريمة بتاريخ 18 مايو 2003، في بداية ولايته، إلى أن فريق كيريك قام "بتدخلات إيجابية في عدد من المجالات".
خلال فترة توليه منصب وزير الداخلية العراقي، قبل كيريك سراً "قرضاً" خالياً من الفوائد بقيمة 250 ألف دولار من الملياردير الإسرائيلي Eitan Wertheimer [خطأ: تحقق من وسيط ورمز اللغة] ولم يبلغ عنه. ، والذي اُتُّهم به لاحقًا من قبل حكومة الولايات المتحدة وحكم عليه بالسجن.

### ترشيحه لمنصب وزير الأمن الداخلي الأمريكي

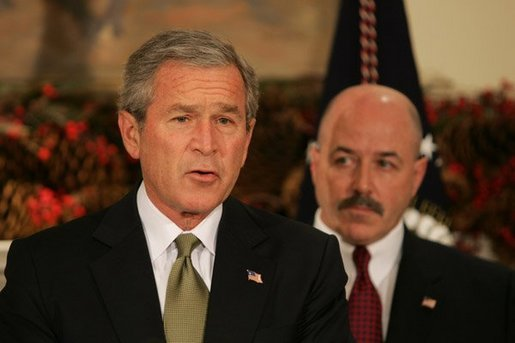
الرئيس جورج دبليو بوش يعلن ترشيح كيريك لمنصب وزير الأمن الداخلي في عام 2004

في 3 ديسمبر 2004، رشح الرئيس بوش كيريك لخلافة توم ريدج في منصب وزير الأمن الداخلي للولايات المتحدة. وقد قام المدعي العام القادم ألبرتو جونزاليس بفحص كيريك خلال فترة الترشيح تلك. وفي 10 ديسمبر، وبعد أسبوع من التدقيق الصحفي، سحب كيريك قبول الترشيح. وصرح كيريك أنه استأجر دون علمه عاملة غير موثقة كمربية أطفال ومدبرة منزل. وكانت انتهاكات مماثلة لقانون الهجرة قد تسببت في السابق في سحب ترشيح ليندا تشافيز لمنصب وزيرة العمل من قبل جورج دبليو بوش وترشيح زوي بيرد وكيمبا وود لمنصب المدعي العام من قبل الرئيس بيل كلينتون.
وبعد فترة وجيزة من سحب اسمه من الاعتبار، أصبح كيريك هدفًا لتحقيق أجرته هيئة محلفين كبرى في ولاية نيويورك من قبل مكتب المدعي العام لمنطقة برونكس، وفي وقت لاحق، مكتب المدعي العام للولايات المتحدة.

## التحقيقات الجنائية والإدانات
في 8 نوفمبر/تشرين الثاني 2007، وجّهت هيئة محلفين اتحادية كبرى في وايت بلينز، نيويورك، اتهامات إلى كيريك بالتهرب الضريبي والإدلاء بتصريحات كاذبة للحكومة الفيدرالية بشأن مبلغ 250 ألف دولار الذي تلقاه من ويرثيمر. كما اتهمه الادعاء بتلقي حوالي 236 ألف دولار من قطب العقارات النيويوركي ستيفن سي. ويتكوف بين عامي 2001 و2003. أُسقطت بعض التهم الموجهة إليه في نيويورك في ديسمبر/كانون الأول 2008، ولكن أُعيد توجيه الاتهام إلى كيريك بنفس التهم في واشنطن العاصمة.
في 5 نوفمبر 2009، أقر كيريك بأنه مذنب في ثماني تهم جنائية تتعلق بالضرائب والإدلاء ببيانات كاذبة، وتحديدًا تهمتان بالاحتيال الضريبي، وتهمة واحدة بالإدلاء ببيان كاذب في طلب قرض، وخمس تهم بالإدلاء ببيانات كاذبة. وحُكم عليه بالسجن الفيدرالي لمدة 48 شهرًا وثلاث سنوات تحت المراقبة (المراقبة). ومثل كيريك محامي الدفاع الجنائي مايكل إف. باخنر. واستسلم لمعسكر السجن ذي الحد الأدنى من الحراسة الأمريكية في كمبرلاند بولاية ماريلاند في 17 مايو 2010. وأُطلق سراحه من الحجز الفيدرالي في 15 أكتوبر 2013، وبعد قضاء خمسة أشهر في الحبس المنزلي، انتهى إطلاق سراحه تحت المراقبة في أكتوبر 2016.
حصل كيريك على عفو رئاسي عن إداناته الفيدرالية من قبل الرئيس دونالد ترامب في 18 فبراير 2020.

## الانتخابات الرئاسية لعام 2020
في 7 نوفمبر 2020، بعد الانتخابات الرئاسية الأمريكية لعام 2020، وقف كيريك خلف جولياني، المحامي الشخصي لترامب آنذاك، خلال المؤتمر الصحفي لشركة فور سيزونز توتال لاندسكيبينغ في فيلادلفيا، بنسلفانيا.
بعد وقت قصير من فوز جو بايدن على ترامب في الانتخابات الرئاسية الأمريكية لعام 2020، ادعى كيريك أن لديه أدلة على تزوير واسع النطاق للناخبين، مدعيًا زورًا أن ترامب فاز بالفعل في الانتخابات.
في 31 ديسمبر 2021، أرسل كيريك خطابًا إلى لجنة مجلس النواب الأمريكي المختارة بشأن هجوم 6 يناير التي عقدت جلسات استماع بشأن أعمال شغب الكابيتول عام 2021 مشيرًا إلى استعداده المشروط للإدلاء بشهادته بشأن علمه بهذا الحدث. قدم وثائق تضمنت مخططًا لاستراتيجية لإلغاء الانتخابات، ومشاركته في تأمين مساحة في فندق ويلارد، بالقرب من الكابيتول، لـ "غرفة الحرب" الخاصة بفريق ترامب وفاتورة شركة كيريك بأكثر من 55000 دولار للغرف هناك للموظفين القانونيين، بالإضافة إلى 10000 دولار لنفقات السفر.
من بين الوثائق "خطة اتصالات استراتيجية" مقترحة لفريق الدفاع القانوني الرئاسي جولياني، مكونة من 22 صفحة، تتضمن حملةً مكثفة لمدة عشرة أيام، تُحدد الخطوط العريضة لحملة تهدف إلى إقناع أعضاء الكونجرس الجمهوريين، وخاصةً أعضاء مجلس الشيوخ والنواب في الولايات المتأرجحة، بالتصويت ضد التصديق على نتائج انتخابات 2020. وأوصت الخطة بترويج وصف سلبي لسير الانتخابات باستخدام مصطلحات مثل "بطاقات اقتراع مزورة" و"تصويت الأموات" و"تصويت القاصرين". ومن بين أعضاء مجلس الشيوخ المستهدفين تحديدًا بات تومي من بنسلفانيا ورون جونسون من ويسكونسن، وممثلين عن ولاياتهم، بالإضافة إلى أريزونا وجورجيا وميشيغان، ومارك أمودي من نيفادا.
من بين الوثائق التي قدمها كيريك، وثيقة أرسلتها ماريا رايان، مساعدة جولياني. كانت قد تلقت خطة مقترحة من رون واتكينز، مُروّج نظرية المؤامرة في جماعة كيو أنون، في 11 نوفمبر/تشرين الثاني 2020، بهدف تسهيل قلب نتائج الانتخابات. أحالت الخطة في اليوم التالي إلى عضو فريقها كيريك. وصرح واتكينز بأنه اكتشف "نقاط ضعف" في آلات التصويت التي تصنعها شركة دومينيون لأنظمة التصويت.
أرسل رايان إلى رون واتكينز عرض كيريك للمساعدة في إلغاء الانتخابات. وتضمنت خطة واتكينز لبقاء ترامب في منصبه ما عُرف بـ"طائفة الدعاية الانتخابية الزائفة". وتمثلت أدوات تنفيذ الخطة في استخدام عدد كبير من ملصقات "لنجعل أمريكا عظيمة مجددًا" على وسائل التواصل الاجتماعي، وتنظيم احتجاجات أمام منازل المشرعين كوسيلة للترهيب.
أكد محامي كيريك، تيم بارلاتور، في أغسطس/آب 2023 أن موكله كان واحدًا من ثلاثين متآمرًا غير متهمين، وردت أسماؤهم في لائحة اتهام مقاطعة فولتون، جورجيا، ضد الرئيس السابق دونالد ترامب وثمانية عشر متآمرًا آخرين. ويُزعم أن كيريك تحدث مع سياسيين في بنسلفانيا وأريزونا بشأن مخطط الناخبين المزيفين عقب الانتخابات الرئاسية لعام 2020 التي خسرها ترامب.

## الجوائز والأوسمة

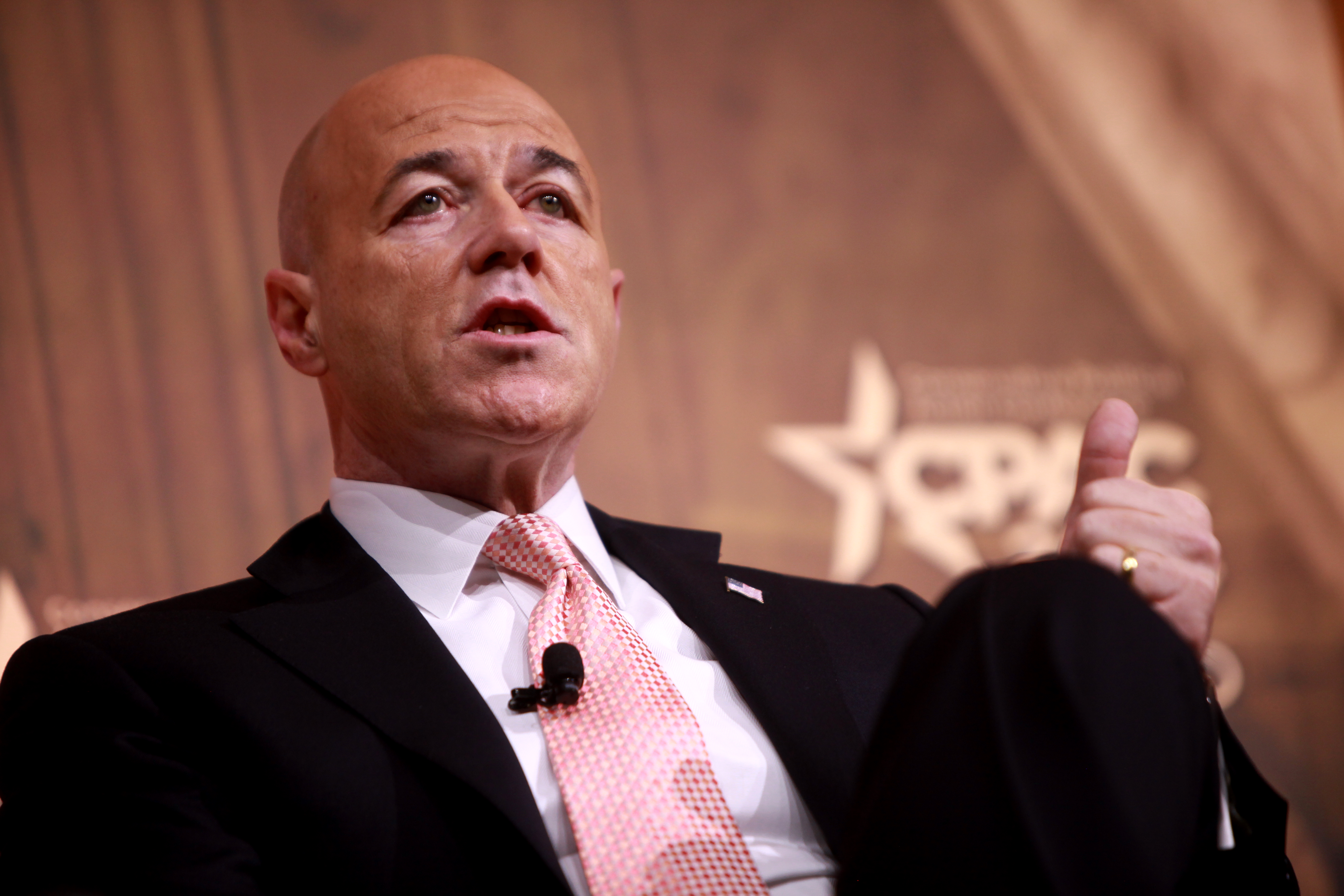
كيريك في مؤتمر العمل السياسي المحافظ في عام 2014

حصل كيريك على 30 ميدالية من شرطة نيويورك تقديرًا لخدماته المتميزة والجديرة بالتقدير والبطولة، بما في ذلك ميدالية الشجاعة من إدارة شرطة مدينة نيويورك لمشاركته في معركة بالأسلحة النارية أُصيب فيها شريكه بالرصاص، وردّ هو وأعضاء فريقه على إطلاق النار. ونتيجةً لعمله خلال أحداث الحادي عشر من سبتمبر وفي أعقابها، كرّمته جلالة الملكة إليزابيث الثانية بتعيين فخري بصفته قائدًا برتبة الإمبراطورية البريطانية من الدرجة الممتازة (CBE).
حصل كيريك على الدكتوراه الفخرية من جامعة ولاية ميشيغان، ومعهد نيويورك للتكنولوجيا، وكلية مانهاتنفيل، وكلية نيو روشيل، وكلية إيونا، وحصل على ميدالية الرئيس من كلية هانتر.

### فهرس
استندت هذه المقالة في الأصل على معلومات من الموقع الرسمي لمدينة نيويورك.

## روابط خارجية
- برنارد كيريك في قاعدة بيانات الأفلام على الإنترنت
- مرات الظهور على سي-سبانقالب:S-civ| سبقه             | Police Commissioner of New York City    | تبعه |
| المناصب السياسية |                                         |      |
| سبقه             | Minister of the Interior of Iraq Acting | تبعه || - ع - ن - ت حرب العراق (2003–2011)     | - ع - ن - ت حرب العراق (2003–2011) |
| -------------------------------------- | --- |
| - جزء من صراع العراق                   | |
| المقدمات                               | - الأساس المنطقي لحرب العراق - أنابيب الألومنيوم العراقية - أزمة نزع سلاح العراق - العراق وأسلحة الدمار الشامل - عمليات تزوير يورانيوم النيجر - برنامج الأسلحة البيولوجية العراقية - مبادرات السلام الفاشلة العراقية - مشروعية حرب العراق 2003 - الرأي العام في الولايات المتحدة بشأن غزو العراق - التغطية الإعلامية لحرب العراق - مقابلة صدام - انتهاكات مسندة إلى صدام حسين - حقوق الإنسان في العراق |
| الغزو                                  | - الخط الزمني لغزو العراق 2003 - الاستعدادات للغزو [لغات أخرى]‏ - القوات متعددة الجنسيات في العراق - معركة الناصرية - سقوط بغداد - معركة ممر ديبكة - إسقاط تمثال صدام في ساحة الفردوس - خطاب المهمة أنجزت - التكهن بأسلحة الدمار الشامل عقب غزو العراق عام 2003 - سلطة الائتلاف المؤقتة |
| الأحداث الرئيسة                        | - غزو العراق (2003) - إعدام صدام حسين (2006) - حرب العراق بمحافظة الأنبار (2003–2011) - جماعات مسلحة عراقية (2003–2011) - التمرد العراقي (2003–2006) - الحرب الأهلية العراقية (2006–2008) - اتفاق انسحاب القوات الأمريكية من العراق (2007–2011) |
| العمليات                               | \| 2003 \| - التنين محمول جوا [لغات أخرى]‏ - بابل القديمة - حربة البرق [لغات أخرى]‏ - بلدوغ ماموث [لغات أخرى]‏ - الإسهام الأسترالي - عقرب الصحراء [لغات أخرى]‏ - العمليات العسكرية للائتلاف - المطرقة الحديدية [لغات أخرى]‏ - العدالة الحديدية [لغات أخرى]‏ - آيفي بليزارد [لغات أخرى]‏ - التأخر في الشمال [لغات أخرى]‏ - Panther Squeeze [لغات أخرى]‏ - Peninsula Strike [لغات أخرى]‏ - بلانيت أكس [لغات أخرى]‏ - عملية الفجر الأحمر - عملية تليك \| \| 2004 \| - معركة سامراء - Bulldog Mammoth [لغات أخرى]‏ - عملية أطفال العراق - Iron Saber [لغات أخرى]‏ - معركة الفلوجة الثانية - معركة الفلوجة الثانية - Phantom Linebacker [لغات أخرى]‏ - Plymouth Rock [لغات أخرى]‏ - معركة الفلوجة الأولى - Warrior's Rage [لغات أخرى]‏ \| \| 2005 \| - Able Rising Force ‏ - Able Warrior ‏ - Badlands - عملية سايكلون - Dagger - Iron Hammer [لغات أخرى]‏ - ماتادور - New Market [لغات أخرى]‏ - الرمح - Squeeze Play [لغات أخرى]‏ - الستارة الفولاذية \| \| 2006 \| - الماجد - Gaugamela - Guardian Tiger ‏ - Iron Triangle [لغات أخرى]‏ - عملية ميدوسا - River Falcon ‏ - Scorpion - عملية سندباد [لغات أخرى]‏ - Swarmer - عملية معا إلى الأمام \| \| 2007 \| - عملية اللجاه [لغات أخرى]‏ - Arbead II ‏ - عملية آردنس [لغات أخرى]‏ - عملية النسر الأسود - عملية النسر المغوار - Forsythe Park [لغات أخرى]‏ - عملية فرض القانون - Leyte Gulf [لغات أخرى]‏ - Marne Avalanche [لغات أخرى]‏ - Marne Torch [لغات أخرى]‏ - عملية ماوتني [لغات أخرى]‏ - Phantom Strike [لغات أخرى]‏ - فانتوم ثاندر [لغات أخرى]‏ - Polar Tempest ‏ - Purple Haze ‏ - Saber Guardian [لغات أخرى]‏ - Sledgehammer - Stampede 3 [لغات أخرى]‏ - Tiger Hammer [لغات أخرى]‏ - Valiant Guardian (Harris Ba'sil) [لغات أخرى]‏ \| \| 2008 \| - Operation Defeat Al Qaeda in the North - بشائر الخير - Operation Phantom Phoenix \| |
| ما بعد الحرب                           | - الأمر 81 - التمرد العراقي (2011–2013) - التدخل العسكري الدولي ضد تنظيم الدولة الإسلامية (داعش) (2014–الآن) - التدخل بقيادة الولايات المتحدة في العراق - الحرب الأهلية العراقية (2014–2017) (2014–2017) - التمرد العراقي (2017–الآن) (2017–الآن) |
| مواقف وآراء                            | - وجهات النظر حول غزو العراق عام 2003 - مشروعية غزو العراق عام 2003 - معارضة حرب العراق - احتجاجات ضد حرب العراق - نقد حرب العراق - مجلس الأمن الدولي وحرب العراق - المواقف الحكومية من حرب العراق قبل غزو العراق عام 2003 |
| جرائم الحرب                            | - مقتل الصحفيين بنيران القوات الأمريكية (2003) - مجزرة الفلوجة (2003) - إساءة معاملة السجناء والتعذيب في سجن أبي غريب (2004) - مجزرة حفلة عرس مكر الذيب (2004) - مجزرة حديثة (2005) - جرائم المحمودية (2006) - حادثة الإسحاقي (2006) - حادثة الحمدانية (2006) - الغارة الجوية على بغداد في 12 يوليو 2007 (2007) - مجزرة ساحة النسور (2007) - تسريب وثائق حرب العراق (2010) |
| التأثير                                | - لاجئون عراقيون - فريق الاستقصاء المتعلق بالعراق - أضرار بغداد خلال حرب العراق - نهب الآثار - مجلس الحكم العراقي - إعادة إعمار العراق - الإصلاح الاقتصادي في العراق - التكلفة المالية - ضحايا حرب العراق - لجنة تشيلكوت - حقوق الإنسان في العراق - كندا وحرب العراق |
| النصب التذكارية                        | - نصب العراق وأفغانستان التذكاري |
| قوائم                                  | - العمليات العسكرية في العراق من جانب الائتلاف بقيادة الولايات المتحدة - التفجيرات - إسقاطات الطيران والحوادث |
| الجدول الزمني للحرب                    | - 2003 - 2004 - 2005 - 2006 - 2007 - 2008 - 2009 - 2010 - 2011 |
| - تصنيف:حرب العراق - أخبار - ويكيميديا | |
| 2003                                   | - التنين محمول جوا [لغات أخرى]‏ - بابل القديمة - حربة البرق [لغات أخرى]‏ - بلدوغ ماموث [لغات أخرى]‏ - الإسهام الأسترالي - عقرب الصحراء [لغات أخرى]‏ - العمليات العسكرية للائتلاف - المطرقة الحديدية [لغات أخرى]‏ - العدالة الحديدية [لغات أخرى]‏ - آيفي بليزارد [لغات أخرى]‏ - التأخر في الشمال [لغات أخرى]‏ - Panther Squeeze [لغات أخرى]‏ - Peninsula Strike [لغات أخرى]‏ - بلانيت أكس [لغات أخرى]‏ - عملية الفجر الأحمر - عملية تليك |
| 2004                                   | - معركة سامراء - Bulldog Mammoth [لغات أخرى]‏ - عملية أطفال العراق - Iron Saber [لغات أخرى]‏ - معركة الفلوجة الثانية - معركة الفلوجة الثانية - Phantom Linebacker [لغات أخرى]‏ - Plymouth Rock [لغات أخرى]‏ - معركة الفلوجة الأولى - Warrior's Rage [لغات أخرى]‏ |
| 2005                                   | - Able Rising Force ‏ - Able Warrior ‏ - Badlands - عملية سايكلون - Dagger - Iron Hammer [لغات أخرى]‏ - ماتادور - New Market [لغات أخرى]‏ - الرمح - Squeeze Play [لغات أخرى]‏ - الستارة الفولاذية |
| 2006                                   | - الماجد - Gaugamela - Guardian Tiger ‏ - Iron Triangle [لغات أخرى]‏ - عملية ميدوسا - River Falcon ‏ - Scorpion - عملية سندباد [لغات أخرى]‏ - Swarmer - عملية معا إلى الأمام |
| 2007                                   | - عملية اللجاه [لغات أخرى]‏ - Arbead II ‏ - عملية آردنس [لغات أخرى]‏ - عملية النسر الأسود - عملية النسر المغوار - Forsythe Park [لغات أخرى]‏ - عملية فرض القانون - Leyte Gulf [لغات أخرى]‏ - Marne Avalanche [لغات أخرى]‏ - Marne Torch [لغات أخرى]‏ - عملية ماوتني [لغات أخرى]‏ - Phantom Strike [لغات أخرى]‏ - فانتوم ثاندر [لغات أخرى]‏ - Polar Tempest ‏ - Purple Haze ‏ - Saber Guardian [لغات أخرى]‏ - Sledgehammer - Stampede 3 [لغات أخرى]‏ - Tiger Hammer [لغات أخرى]‏ - Valiant Guardian (Harris Ba'sil) [لغات أخرى]‏ |
| 2008                                   | - Operation Defeat Al Qaeda in the North - بشائر الخير - Operation Phantom Phoenix || العراق الغزو الأمريكي للعراق - - جاي غارنر - بول بريمر - الحكومة العراقية المؤقتة - غازي الياور - إياد علاوي - الانتخابات العراقية - جلال الطالباني - إبراهيم الجعفري - نوري المالكي - إعدام صدام حسين |
| تحرير |